# 相模原市立相模台中学校
相模原市立相模台中学校（さがみはらしりつ さがみだいちゅうがっこう）は、神奈川県相模原市南区桜台にある市立中学校。愛称は「台中」。

## 概要

### 教育方針
- 「気力と気品に満ちた台中生」という目標を掲げている。

#### 目指す生徒像
- 「生命」「自学」「奉仕」「自律」「研磨」

## 沿革
- 1967年
  - 4月1日 - 開校
  - 15日 - 校章制定
- 1971年 - 相模原市立上鶴間中学校が分離
- 1973年 - 相模原市立麻溝台中学校が分離
- 1976年 - 相模原市立相武台中学校が分離
- 1983年 - 相模原市立若草中学校が分離

## 通学区域
- 相模原市南区[2]
  - 上鶴間4811(米軍上鶴間住宅)
  - 相模台1丁目
  - 相模台2丁目
  - 相模台3丁目1番〜2番8号・20号
  - 相模台4丁目1番〜3番
  - 相模台5丁目1番・2番・10番〜12番
  - 相模台6丁目1番
  - 相模台7丁目1番〜18番
  - 相模台団地
  - 桜台
  - 双葉2丁目
  - 南台1丁目
  - 南台3丁目13番~21番
  - 南台4丁目
  - 南台5丁目
  - 南台6丁目

## 進学前小学校
- 相模原市南区
  - 相模原市立相模台小学校
  - 相模原市立桜台小学校（一部は相模原市立麻溝台中学校へ）

## 著名な出身者
- 津田雄一 - はやぶさ２プロジェクトマネジャー
- 本村賢太郎 - 相模原市長